# Zagonetni dječak
Zagonetni dječak è un film del 2013 diretto da Drazen Zarkovic e tratto dal romanzo omonimo di Ivan Kušan.
Si tratta del sequel del film Koko i duhovi (2011).

## Trama
Il giovane Tomo si è da poco trasferito in città e gli altri ragazzi notano che il loro nuovo compagno di classe si comporta in modo strano. L'intelligente quattordicenne Koko, aiutato dai suoi amici, si mette ad indagare e scoprirà l'oscuro segreto del ragazzo.

## Riconoscimenti
- 2013 - Filmfest Hamburg
  - Candidatura al Michel Award per Drazen Zarkovic
- 2013 - Festival del cinema di Pola
  - Golden Arena per il miglior design dei costumi a Emina Kusan

## Seguiti
Le avventure del giovane detective Koko continuano nel film Ljubav ili smrt (2014).